# میلسلاف هلوب
میلُسلاف هُلوب (چکی: Miloslav Holub; ۲۷ فوریهٔ ۱۹۱۵ – ۱۲ مارس ۱۹۹۹) بازیگر اهل کشور چکسلواکی بود.
از فیلم‌ها یا برنامه‌های تلویزیونی که وی در آن نقش داشته‌است می‌توان به گوش، دام اشاره کرد.